# Dirk Cockelaere
Dirk Cockelaere is een personage in de VTM-televisieserie Familie, gespeeld door Hans De Munter.
In de beginjaren werd het personage gespeeld door acteur Marc De Coninck en in 2001 kroop Steph Baeyens gedurende enkele afleveringen in de rol. In 2010 dook Dirk terug op in de serie, ditmaal vertolkt door Hans De Munter.

## Overzicht
Dirk was de partner van Rita Van den Bossche en is een echte workaholic. Rita stond steeds alleen in voor de opvoeding van hun kind Pierrot, die stierf aan een ernstige vorm van leukemie. Rita raakte aan de drank en Dirk maakte een einde aan hun relatie. Toen hij op het punt stond om naar het buitenland te vertrekken, wist Rita hem opnieuw te verleiden en raakte ze zwanger. Ze eiste dat hij zijn "plichten" nakwam, maar Dirk vertrok toch.
Jaren later duikt Dirk terug op in het land en wordt hij door Leen en Marie-Rose opgemerkt in een restaurant. Ze vertellen het nieuws aan Pierrot, die op onderzoek trekt naar zijn natuurlijke vader. Aanvankelijk wil Dirk geen contact met zijn zoon, maar na een tijdje beginnen zijn vaderlijke gevoelens hem parten te spelen. Dit tot grote woede van Rita, die de twee verbiedt contact te hebben met elkaar. Wanneer Dirk terug naar de Verenigde Staten dreigt te vertrekken, verplicht Pierrot Rita om hun ruzie bij te leggen, anders laat hij haar vallen. Dit gebeurt en Dirk blijft in België, waar hij de andere familieleden terug leert kennen.
Peter Van den Bossche haalt Dirk binnen bij VDB Electronics als opvolger van Bert Van den Bossche. Dirk is gecharmeerd door het aanbod en helpt de familie in een list om Berts plannen voor een revolutionair project in handen te krijgen.
Een tijdje later duikt plots zijn ex Nathalie weer op. Het blijkt nog steeds te klikken tussen hen en ze starten opnieuw een relatie met elkaar. Het koppel is opnieuw gelukkig samen, maar Dirk merkt dat hij de laatste tijd steeds meer en meer begint te vergeten. Wanneer hij plots verloren loopt op straat, besluit hij zich -op aandringen van Nathalie - te laten onderzoeken door een neuroloog. De diagnose is niet mis: Dirk heeft Alzheimer. Dirk gaat op korte tijd erg achteruit en in een helder moment besluit hij om, wanneer hij het zelf niet meer kan, euthanasie te plegen. Dirk en Nathalie trouwen met elkaar en genieten elk laatste moment met elkaar. Na zijn verjaardagsfeest in maart heeft Dirk een datum voor de euthanasie geprikt: 3 april 2014. Op die dag overlijdt hij, omringd door zijn vrienden en familie. 